# Glicerofosfolipid aciltransferaza (KoA-zavisna)
Glicerofosfolipid aciltransferaza (KoA-zavisna) (EC 2.3.1.148) je enzim sa sistematskim imenom 1-organil-2-acil-sn-glicero-3-fosfoholin:1-organil-2-lizo-sn-glicero-3-fosfoetanolamin aciltransferaza (KoA-zavisna). Ovaj enzim katalizuje sledeću hemijsku reakciju
1-organil-2-acil--glicero-3-fosfoholin + 1-organil-2-lizo--glicero-3-fosfoeetanolamin {\displaystyle \rightleftharpoons } 1-organil-2-acil--glicero-3-fosfoeetanolamin + 1-organil-2-lizo--glicero-3-fosfoholin
Ovaj enzim katalizuje transfer arahidonata i drugih polienoinskih masnih kiselina sa glicerofosfolipida koji sadrže holin ili etanolamin na sn-2 poziciju lizo-glicerofosfolipida.

## Literatura
- Nicholas C. Price; Lewis Stevens (1999). Fundamentals of Enzymology: The Cell and Molecular Biology of Catalytic Proteins (Third изд.). USA: Oxford University Press. ISBN 019850229X.
- Eric J. Toone (2006). Advances in Enzymology and Related Areas of Molecular Biology, Protein Evolution (Volume 75 изд.). Wiley-Interscience. ISBN 0471205036.
- Branden C; Tooze J. Introduction to Protein Structure. New York, NY: Garland Publishing. ISBN 0-8153-2305-0.
- Irwin H. Segel. Enzyme Kinetics: Behavior and Analysis of Rapid Equilibrium and Steady-State Enzyme Systems (Book 44 изд.). Wiley Classics Library. ISBN 0471303097.
- William P. Jencks (1987). Catalysis in Chemistry and Enzymology. Dover Publications. ISBN 0486654605.

## Spoljašnje veze
- Glycerophospholipid+acyltransferase+(CoA-dependent) на 